# Jindřich VII. Lucemburský
Jindřich VII. Lucemburský (francouzsky Henri VII de Luxembourg, německy Heinrich VII. von Luxemburg; 1278/1279? Valenciennes – 24. srpna 1313 Buonconvento) byl lucemburský hrabě, hrabě v Laroche a markrabě z Arlonu, římskoněmecký král a císař Svaté říše římské z dynastie Lucemburků. Po smrti císaře Fridricha II. byl prvním římskoněmeckým králem, který získal císařskou korunu, a také prvním římským králem i císařem z rodu Lucemburků.
Narodil se jako nejstarší syn Jindřicha VI. Lucemburského a jeho manželky Beatrix z Avesnes. Když mu roku 1288 v bitvě u Worringen zemřel otec, byl ještě dítě a vládu v Lucembursku za něj proto vykonávala jeho matka Beatrix. Jindřich byl mezitím vychováván na dvoře Filipa IV. Sličného ve Francii. Poté, co se Jindřich roku 1292 oženil s Markétou Brabantskou, ujal se v Lucembursku samostatné vlády. Jeho panování bylo provázeno územním i hospodářským rozmachem. Byl spojencem francouzského krále Filipa Sličného, jemuž pomáhal ve válkách proti Anglii.
Po zavraždění římského krále Albrechta I. Habsburského byl Jindřich dne 27. listopadu 1308 kurfiřty jednomyslně zvolen římskoněmeckým králem, a to především za přičinění svého bratra (a současně jednoho z kurfiřtů), trevírského arcibiskupa Balduina. Získání římskoněmecké koruny bylo pro lucemburskou dynastii obrovským triumfem. Jindřich si dal za cíl zastavit francouzskou expanzi do pohraničí Svaté říše římské, což se mu z velké části podařilo. Mezi jeho další úspěchy patřila stabilizace poměrů v jižní polovině říše, kde získal velkou autoritu. Na severu říše si takovou vážnost však vydobýt nedokázal. Udržoval dobré vztahy s Wittelsbachy a později i s Habsburky. V roce 1310 Jindřich zaznamenal další mocenský úspěch – pro svého syna Jana diplomaticky získal České království, odkud vypudil vévodu Jindřicha Korutanského.
Po domluvě s papežem Klementem V. se Jindřich VII. v říjnu 1310 vypravil s vojskem na italské tažení do Říma, jehož cílem bylo získat císařskou korunu a zmocnit se tak vlády nad říšskou Itálií a Arelatským královstvím. I přes slibné začátky celého tažení a Jindřichovy snahy stabilizovat situaci v severní Itálii se zde proti němu postavila liga guelfských měst v čele s Florencií a Bolognou. Římského krále naopak podpořila ghibellinská města, především Janov a Pisa. Na počátku roku 1311 byl Jindřich v Miláně korunován Lombardskou železnou korunou. Dne 29. června 1312 byl v Lateránské bazilice třemi kardinály korunován na císaře. Novopečený císař se ale dostal do sporu s neapolským králem Robertem z Anjou i papežem Klementem V. Spojil se proto se sicilským králem Fridrichem II., s nímž se chystal napadnout Robertovo Neapolské království. Tento záměr však nestihl uskutečnit, protože 24. srpna 1313 zemřel. Příčinou smrti mohla být malárie. Byl pohřben v katedrále v Pise.
Navzdory mnoha názorům starších historiků Jindřich nebyl snílkem a jeho politické cíle nebyly nerealistické.

## Život

### Dětství

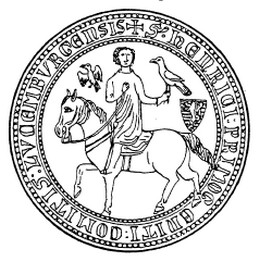
Pečeť Jindřicha VI. Lucemburského

Jindřich VII. Lucemburský se narodil ve Valenciennes kolem roku 1278 jako nejstarší syn lucemburského hraběte Jindřicha VI. a jeho manželky Beatrix z Avesnes, dcery Balduina z Avesnes a Felicitas z Coucy. Měl dva mladší bratry – Balduina, pozdějšího trevírského arcibiskupa, a Walrama. Po otcově smrti v bitvě u Worringenu roku 1288 oficiálně převzal vládu nad lucemburským hrabstvím. Jeho regentkou se s podporou flanderského hraběte Víta z Dampierre stala ovdovělá Beatrix. Ta postavila do čela státní správy Geoffroie z Esche, který však vystupoval jako tyran a poddané krutě vydíral. Jeho chování vedlo k tomu, že v zemi vypuklo povstání a Beatrix i s malým Jindřichem musela na podzim 1288 uprchnout ze země a ukrýt se v klášteře Marienthalu. Teprve 19. března 1289 došlo ke smíru a Beatrix se s Jindřichem mohla vrátit do Lucemburska. Následně se musela zavázat, že bude zachovávat práva a svobody lucemburských obyvatel.
Jindřich se poté uchýlil na francouzský dvůr, kde byl vychováván podle ideálu francouzského rytíře. Vedle dobrého vzdělání zde získal i politický rozhled. Francouzský král Filip IV. Sličný si nadaného Jindřicha brzy oblíbil. Dne 9. června 1292 byl Jindřich za podpory Filipa Sličného a především francouzské královny-vdovy Marie Brabantské oženěn s královou neteří Markétou Brabantskou, dcerou Jana I. Brabantského a jeho manželky Markéty z Dampierre. Protože Markéta byla Jindřichovou sestřenicí, musel papež ke svatbě udělit dispens. Svazek měl po bitvě u Worringenu zpečetit mír mezi Reginarovci, vládci v Brabantsku, a Lucemburky. Novomanželé si byli nakloněni, vztah byl požehnán třemi potomky. Hluboce zbožná Markéta měla na manžela velký vliv. Obnovení přátelství mezi brabantským a lucemburským rodem bylo údajně završeno gestem hraběte Jindřicha, který podal ruku muži, jenž jeho otci zasadil smrtelnou ránu v bitvě u Worringenu. Brzy po svatbě se Jindřich vrátil do Lucemburska, kde se ujal samostatné vlády.
| „                     | …aby se pak obrátila příčina starého sporu ve svazek jednoty a míru, usmyslili si starší lidu jak vévodství, tak hrabství uzavříti mezi dědici posvátné spojení řádného manželství… | “ |
| — Zbraslavská kronika | |   |

### Lucemburský hrabě

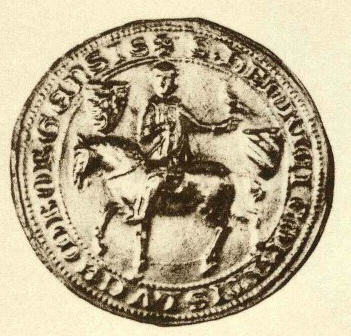
Hraběcí pečeť Jindřicha VII.

Jindřich ještě před dosažením zletilosti složil lenní přísahu římskoněmeckému králi Adolfovi Nasavskému a zřejmě tehdy od něj získal privilegium pořádat v hrabství šestitýdenní trh. V listopadu 1294 obdržel od Filipa Sličného za vazalský slib roční rentu. Filip ho pravděpodobně i pasoval na rytíře. Složit lenní přísahu francouzskému i římskoněmeckému králi nebylo na západním okraji římskoněmecké říše nic neobvyklého. Lucemburský hrabě se poté i přes několik smírčích jednání nemohl dohodnout s hrabaty z Baru ohledně svého dědictví. Spory měl i s trevírským arcibiskupem Bohemundem I. z Warnesberku a městem Trevír, které se mu však podařilo úspěšně vyřešit. S trevírskými měšťany posléze dokonce navázal přátelské vztahy. V roce 1293 nebo 1294 Jindřich přijal pod svojí ochranu významné město Verdun. Jeho vláda v Lucembursku byla od počátku ve znamení všeobecného rozvoje. Rozšířil lucemburské hrabství, podílel se na rozmachu obchodu, podporoval řemesla a zakládal kláštery. Dokázal tak vytvořit vhodné podmínky pro další vzestup lucemburské dynastie.
Mezi lety 1294 a 1297 se Jindřichova vojska na straně Filipa Sličného zúčastnila francouzsko-anglické války o flanderské hrabství. V listopadu 1294 se Jindřich písemně zavázal pomoci francouzskému králi proti Anglii a roku 1295 vytáhl spolu s lotrinským vévodou Fridrichem III. do jižní Francie, aby odlákal anglická vojska, jež se chystala vpadnout do Flander. Filip v roce 1304 na oplátku působil jako prostředník v Jindřichově lenním sporu s henegavským hrabětem Janem II. o hrabství Durbuy. Ještě před tím 10. dubna 1302 byl Jindřich přítomen v Paříži u historicky prvního shromáždění francouzských generálních stavů, které bylo na popud Filipa Sličného namířeno proti papeži Bonifáci VIII. Roku 1296 Markéta Brabantská porodila Jindřichova jediného syna Jana, budoucího českého krále, který byl patrně rovněž vychováván na francouzském dvoře.
V listopadu 1305 byl Jindřich s bratrem Balduinem přítomen v Lyonu u papežské korunovace Klementa V. Počátkem roku 1306 Jindřich v Lyonu zopakoval svůj slib pomoci francouzskému králi. Balduin byl za Jindřichovy a Filipovy podpory v roce 1307 zvolen trevírským arcibiskupem, čímž se mimo jiné stal jedním z říšských kurfiřtů. To byl pro Lucemburky zásadní mocenský úspěch. Balduinovi starší bratr vzápětí poskytl půjčku 40 000 tourských grošů, aby trevírský arcibiskup mohl dát ekonomicky rozvrácenou diecézi znovu do pořádku.

### Zisk římské koruny

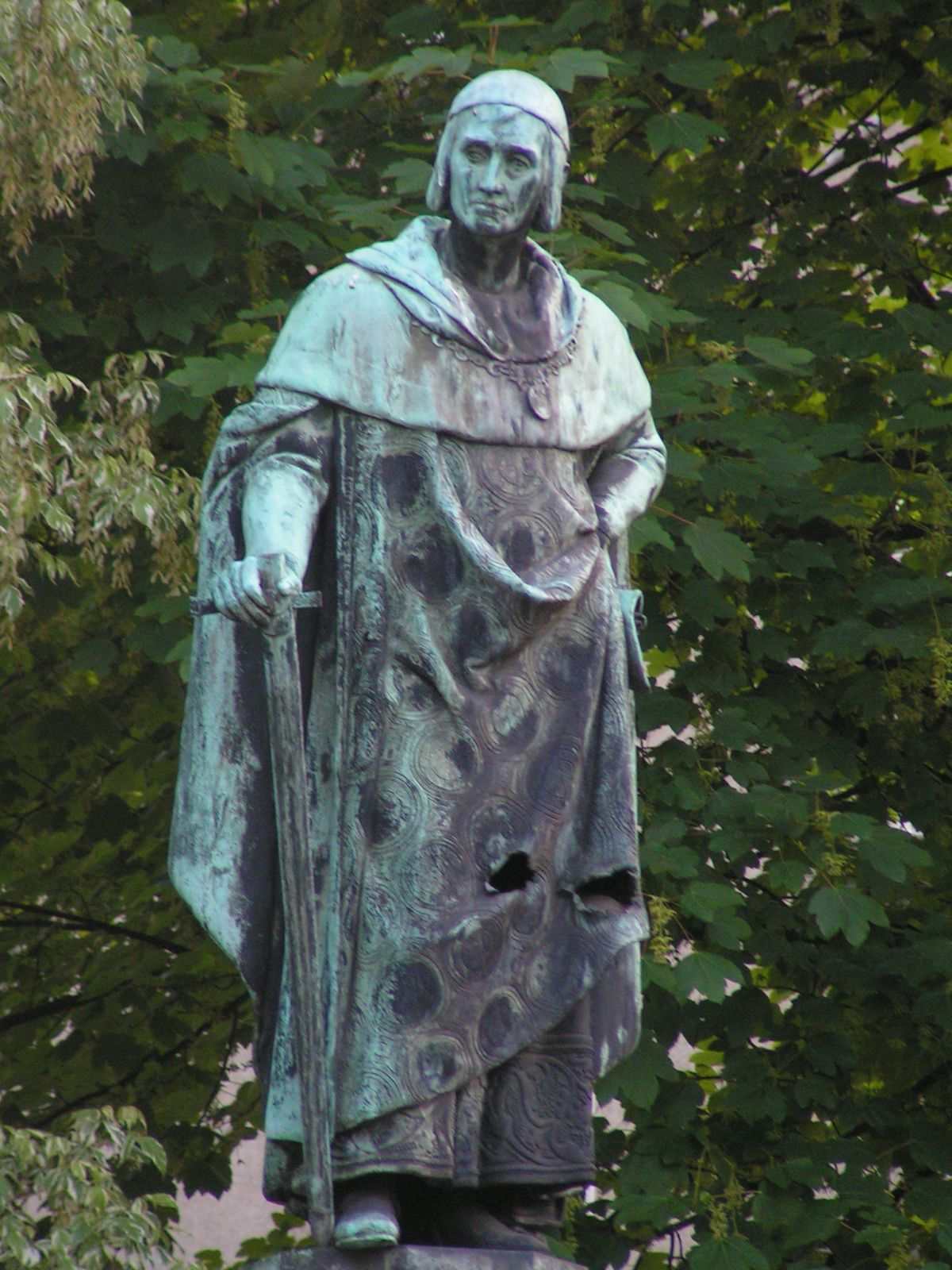
Socha Balduina Lucemburského v Trevíru

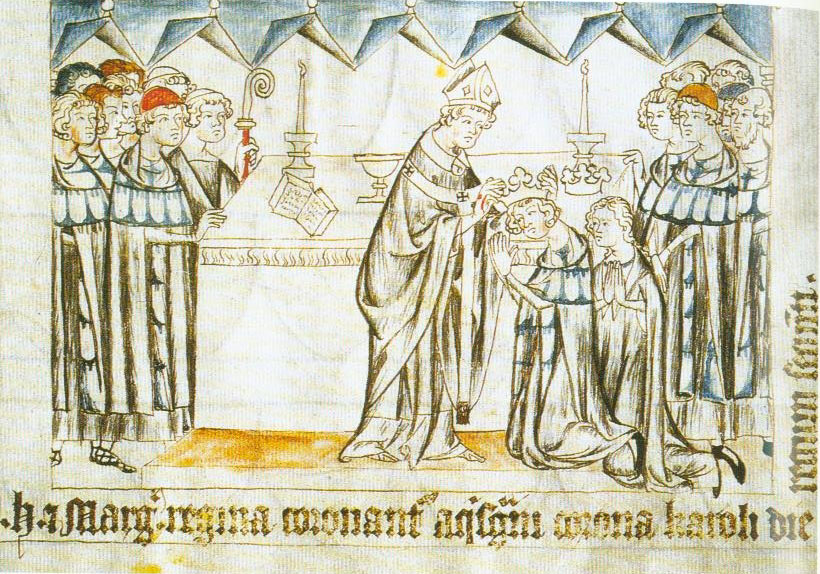
Korunovace Jindřicha Lucemburského a jeho manželky Markéty římskou korunou v Cáchách (Balduineum)

Dne 1. května 1308 byl svým synovcem Janem Parricidou zavražděn římskoněmecký král Albrecht I. Habsburský, a to v době, kdy se chystal na střet s francouzským králem Filipem IV. Sličným. Filip využil situace a vzápětí začal prosazovat kandidaturu svého mladšího bratra Karla z Valois na římský trůn. Již 10. května 1308 se v městečku Nivelles sešlo šest říšských knížat ze západních končin říše. Hlavní roli mezi nimi hrál Jindřich Lucemburský a lotrinský, brabantský a limburský vévoda Jan II. Výsledkem jednání bylo uzavření spojenectví mezi všemi přítomnými. Nejdůležitějším bodem dohody však byla domluva, že ten z účastníků, kdo bude zvolen římským králem, potvrdí všem ostatním jejich léna a privilegia. Smyslem celé porady bylo podle českého historika Jiřího Spěváčka zřejmě to, že měl-li být nový římskoněmecký král zvolen z řad účastníků této společnosti, pak by jím měl být Jindřich Lucemburský.

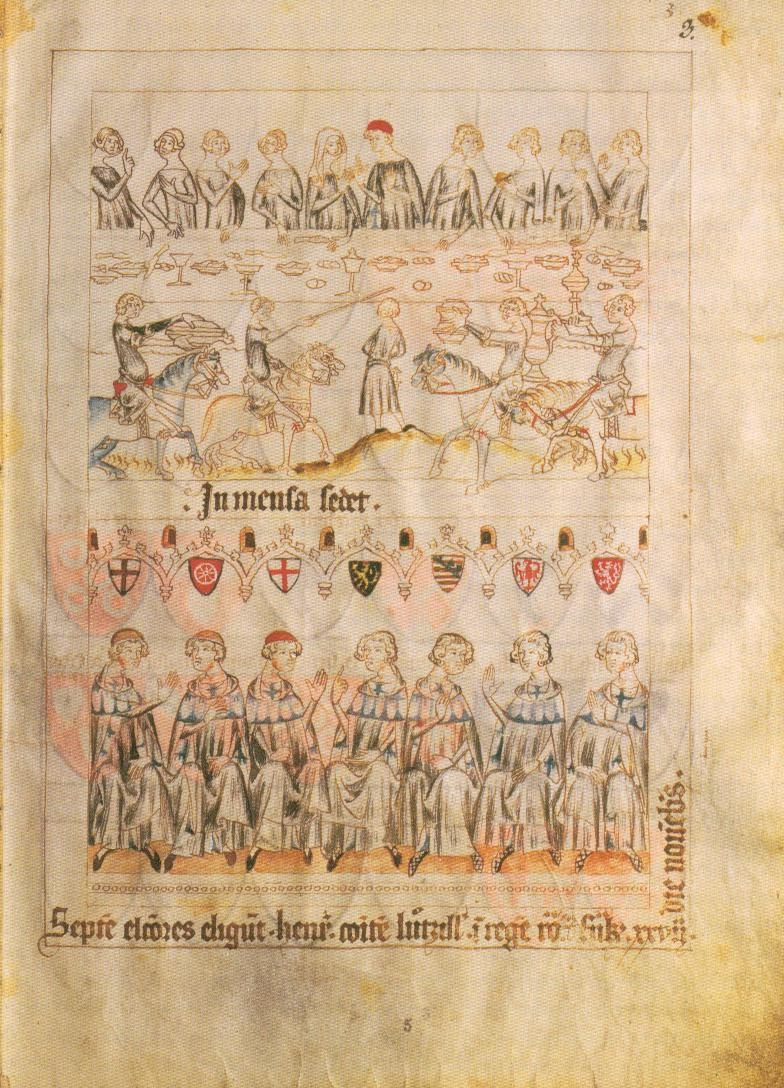
Kurfiřti volí hraběte Jindřicha Lucemburského římským králem (Balduineum)

Možnost habsburské volby se hned na počátku ukázala jako neprůchodná, především kvůli tomu, že kurfiřti nechtěli podporovat dynastickou posloupnost. Filip Sličný zahájil rozsáhlou kampaň pro zvolení Karla z Valois a snažil se na svojí stranu získat co nejvíc kurfiřtů. Nejprve se obrátil na českého krále a korutanského vévodu Jindřicha Korutanského, ten však francouzského krále z neznámého důvodu ignoroval. Velkou moc v celé záležitosti získal kolínský arcibiskup Jindřich II. z Virneburgu, jemuž braniborský i saský elektor přislíbili, že budou volit toho, pro koho se vysloví. Papež Klement V. francouzskou kandidaturu výslovně nezamítal, ale ani ji příliš nepodporoval, protože se obával rostoucího francouzského vlivu.
Jindřichovu kandidaturu podporoval především trevírský arcibiskup Balduin Lucemburský a jeho věrný spojenec mohučský arcibiskup Petr z Aspeltu. V září 1308 se Lucemburkové poprvé odvážili se svoji kandidaturou otevřeně vystoupit. Jindřich tak učinil listinou, v níž kolínskému arcibiskupovi Jindřichovi zaručil, že pokud ho podpoří svým hlasem, daruje mu rozsáhlé statky i území. Zavázal se dále například k tomu, že zařídí svatbu svého bratra Walrama s arcibiskupovou sestrou a arcibiskupova bratra Ruprechta, hraběte z Virneburgu, učiní doživotním správcem určených lucemburským statků v Trevírsku. Obdobné nabídky Jindřich v říjnu 1308 učinil Petrovi z Aspeltu. Filip Sličný však nepodnikl proti Jindřichovým nárokům na korunu žádná opatření. Patrně považoval Lucemburkovu kandidaturu za alternativu svého bratra, který o římskou korunu neprojevil tolik zájmu a iniciativy. Braniborská markrabata a saský vévoda se mezitím zavázali k jednotné volbě některého ze jmenovaných říšských knížat, mezi nimiž figuroval anhaltský hrabě Albert II., rýnský falckrabí a hornobavorský vévoda Rudolf I. a jeho bratr hornobavorský vévoda Ludvík IV. Bavor, rakouský vévoda Fridrich a jiní. V listopadu se Jindřich z Virneburgu domluvil s braniborskými markrabaty na tom, shodne-li se Petr z Aspeltu s Balduinem na anhaltském hraběti Albertovi, kolínský arcibiskup ho s nimi zvolí římskoněmeckým králem. Pokud se neshodnou, kolínský arcibiskup spolu s Waldemarem a Otou IV. Braniborským za římskoněmeckého krále zvolí Jindřicha Lucemburského.
Dne 27. listopadu se v klášteře dominikánů ve Frankfurtu nad Mohanem s řadou svědků a doprovodem sešli říšští kurfiřti – trevírský arcibiskup Balduin Lucemburský, mohučský arcibiskup Petr z Aspeltu, kolínský arcibiskup Jindřich II. z Virneburgu, rýnský falckrabě Rudolf I. Falcký, vévoda saský Rudolf I. a markrabě braniborský Waldemar, aby římským králem jednomyslně zvolili Jindřicha VII., který byl rovněž přítomen. Volby se nezúčastnil pouze český král Jindřich Korutanský, který o říšské záležitosti nejevil ani nejmenší zájem. Hlavní slovo měl v celé volbě Jindřichův bratr Balduin, který se nakonec zasadil o jednomyslné zvolení Jindřicha VII. Lucemburského římskoněmeckým králem. Tento vstup lucemburské dynastie na samotný vrchol mocenských struktur ve střední Evropě byl zcela mimořádným triumfem mladého trevírského arcibiskupa Balduina.
| „                     | A o čem se dříve dlouho rozvažovalo, nyní se provedlo ihned, neboť když volitelé hlučným voláním souhlasili, byl hrabě lucemburský veřejně vyhlášen za římského krále a na ten hlas se radoval celý zástup lidu... | “ |
| — Zbraslavská kronika | |   |

Papež Klement V. byl po volbě postaven před hotovu věc a kurfiřti nepožadovali jeho aprobaci Jindřicha VII. římským králem, pouze ho požádali, aby Jindřichovi VII. ve vhodnou chvíli vsadil na hlavu císařskou korunu. Dne 6. ledna 1309 byl Jindřich spolu s manželkou Markétou v Cáchách okázale korunován římskou korunou.

### Vláda vNěmecku

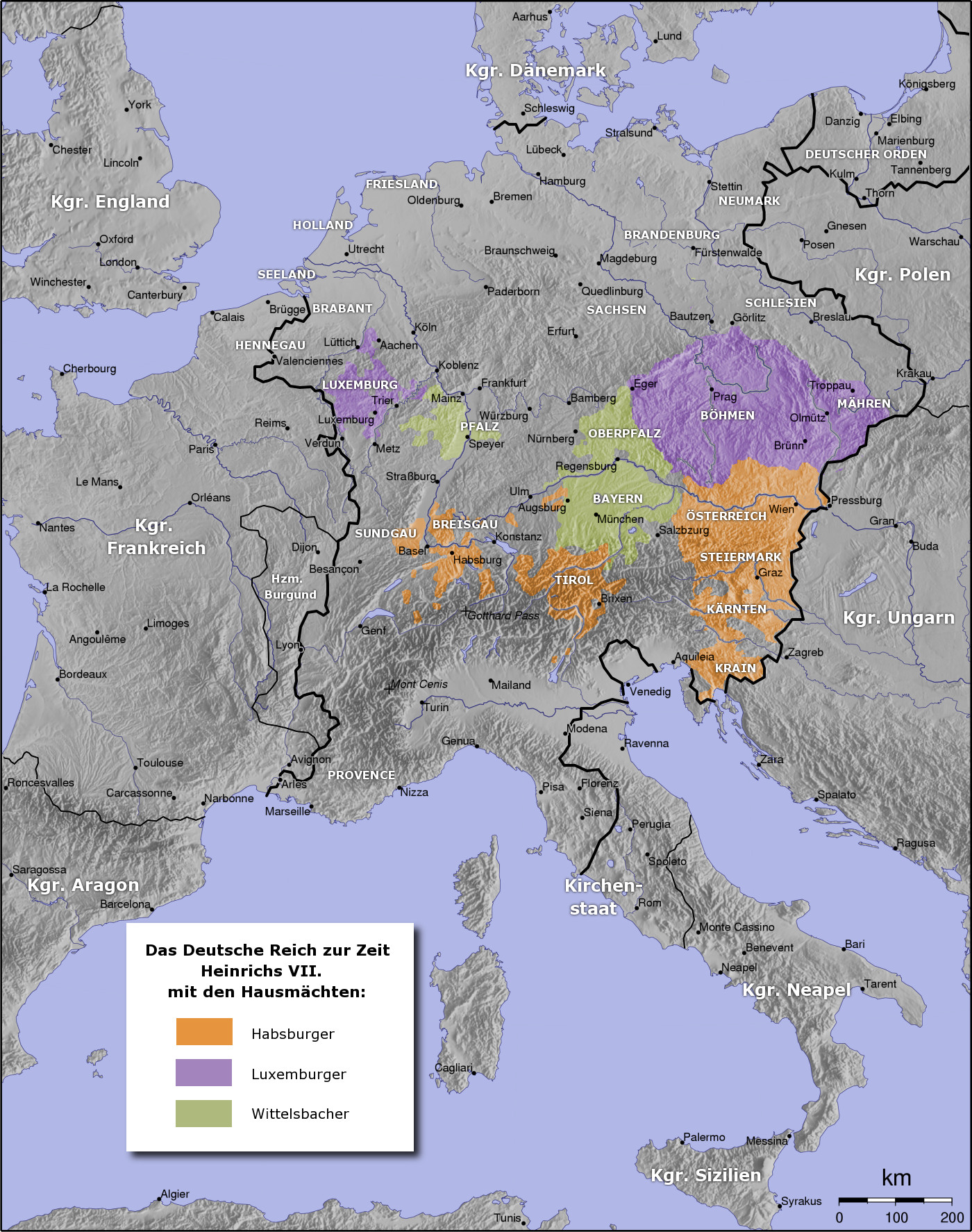
Svatá římská říše za Jindřichovy vlády kolem roku 1310

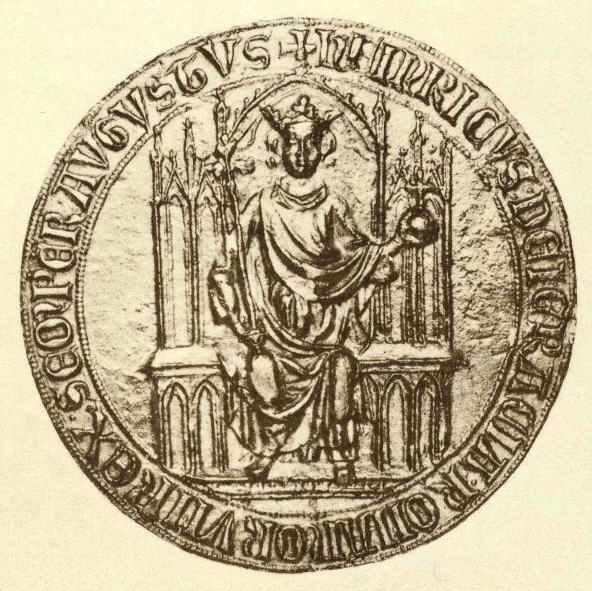
Jindřichova královská pečeť

Jako své sídlo Jindřich nejprve využíval arcibiskupský palác svého bratra Balduina v Trevíru a poté palác svého přívržence kolínského arcibiskupa Jindřicha z Virneburgu v Kolíně nad Rýnem. Následně byl jeho dvůr neustále v pohybu po různých městech v Porýní, aby pronikl do složitých problémů lokálního rázu a stabilizoval místní poměry. Rychlý nástup na trůn Jindřichovi totiž nedovolil volbu centra říše. Usiloval o centralizovanou monarchii s tendencemi k nárokům na světovládu a vymezením stavovských práv a svobod vůči silnému panovníkovi. Taková představa však byla v římskoněmecké říši zcela neuskutečnitelná.
V červnu 1309 Jindřich potvrdil práva nově vzniklé konfederace kantonů ve Švýcarsku (Uri, Schwyz a Unterwalden), která své členy označila za přímé podřízené římskoněmeckému králi. To Jindřich samozřejmě podpořil a schválil, protože mu to ve švýcarské oblasti dávalo určitý vliv. V tomto regionu se rovněž neúspěšně pokusil prohlásit Gotthardský průsmyk za novou říšskou bezprostřední oblast. Na počátku Jindřichovy vlády v říši byly jeho vztahy s Habsburky značně napjaté. V září 1309 se ve Špýru konal říšský sněm, kde se Jindřichovi se syny zavražděného Albrechta Habsburského Fridrichem I. a Leopoldem I. podařilo dosáhnout oboustranně výhodné dohody. Jindřich jim potvrdil jimi držené země a nad vrahy jejich otce vyřkl říšskou klatbu. Habsburkové se na oplátku vzdali všech svých nároků na český trůn, který římský král plánoval získat pro svého syna, a Leopold Habsburský přislíbil svou účast na Jindřichově plánované římské jízdě. Posléze Jindřich uspořádal ve špýrské katedrále slavnostní uložení ostatků Albrechta Habsburského a Adolfa Nasavského, svých dvou předchůdců soupeřících o římskou korunu. Pokoušel se zde také marně odvrátit zemského škůdce Eberharda Württemberského od útoků na říšský majetek a poté proti němu vyhlásil říšskou válku, jež trvala až do roku 1316. Zlatým hřebem sněmu bylo Jindřichovo slavnostní prohlášení, v němž se zavázal k tomu, že v říjnu roku 1310 vyrazí na zamýšlenou dobyvačnou cestu do Říma, takzvanou římskou jízdu. Další říšské sněmy se konaly v červenci 1310 ve Frankfurtu a poté znovu ve Špýru v září 1310.
Přátelské vztahy navázal římskoněmecký král rovněž s bavorskými Wittelsbachy. Dále se zasadil o navrácení většiny královských majetků do své moci. I přesto však zůstala finanční situace římského krále značně problematická, a to především kvůli jeho nízkým příjmům. V létě 1310 Jindřich vyhlásil landfrýd v horním Porýní. Jeho vláda de facto fungovala pouze v této oblasti. Na oblast Horního Porýní rovněž omezil také tradiční královské turné po celé říši, při kterém se úspěšně snažil stabilizovat místní poměry. Na rozdíl od svých předchůdců Adolfa Nasavského a Albrechta Habsburského Jindřich nepokračoval v boji s rodem Wettinů o Durynsko a Míšeňsko, ačkoli se stále domníval, že obě tato území patří pod kontrolu koruny. Až v prosinci 1310 uznal nároky Fridricha I. Pokousaného na tyto dvě země. Fridrich mu na oplátku slíbil podporu Lucemburků v Čechách.

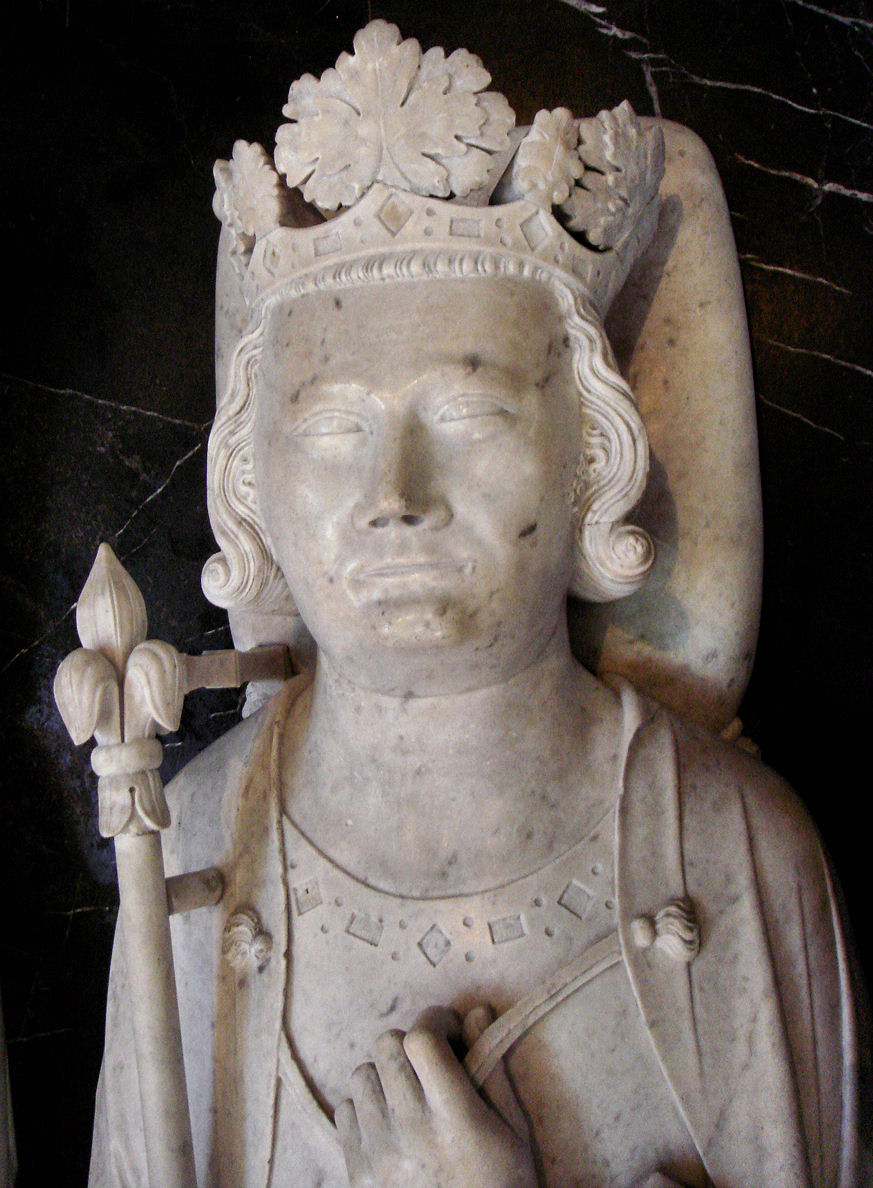
Busta Filipa IV. Sličného z jeho náhrobku v bazilice Saint-Denis

Ačkoli Jindřich VII. jako lucemburský hrabě ještě před rokem 1308 s francouzským králem Filipem IV. Sličným udržoval velmi dobré vztahy, po svém nástupu na trůn si dal za cíl zastavit francouzskou expanzi do říšského pohraničí. Již druhý den po své volbě římským králem, 28. listopadu 1308, vydal obsáhlé privilegium štrasburskému biskupovi Janovi, čímž mimo jiné přislíbil, že bude předcházet rušivým vlivům z Francie. V roce 1309 jmenoval říšské vikáře pro oblast na francouzském pohraničí a vyzval místní panovníky, aby si od něj osobně nechali propůjčit své země v léno a potvrdit svá práva a svobody. Postupně se Jindřichovi povedlo skutečně snížit francouzský tlak na pohraniční oblasti. Koncem června 1310 byla mezi Jindřichem a Filipem uzavřena takzvaná Pařížská smlouva, jež vyřešila některé sporné otázky říšsko-francouzského pohraničí. Poté, co Filip v červnu 1310 tuto smlouvu porušil útokem na Lyon, jenž formálně patřil k říši, přerušil s ním Jindřich kontakt. Napětí mezi oběma králi se ještě zvětšilo ve chvíli, kdy Jindřich nastoupil na římskou jízdu. Jindřichovu císařskou korunovaci Filip vnímal spíše podezřívavě.

### Nastolení Jana Lucemburského na český trůn

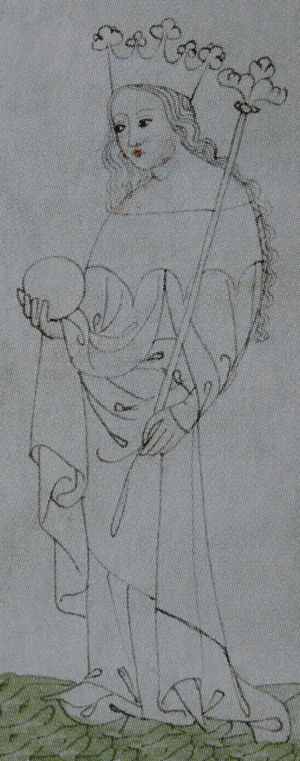
Eliška Přemyslovna (Zbraslavská kronika)

Dne 14. 
srpna 1309 v Heilbronnu proběhlo jednání Jindřicha VII. s českým opatem cisterciáckého zbraslavského kláštera Konrádem z Erfurtu, doprovázeným svým kaplanem Petrem Žitavským. Byl zde přítomen i mohučský arcibiskup Petr z Aspeltu. Předmětem tohoto jednání bylo dosazení některého z příslušníků lucemburského rodu na český trůn. V českých zemích byl v roce 1306 zavražděn poslední přemyslovský král Václav III. a dalším českým králem byl zvolen vévoda Jindřich Korutanský. Z Čech ho však ještě téhož roku vypudili Habsburkové, kteří se rovněž chtěli zmocnit české koruny. Za českého krále římský král Albrecht Habsburský nakonec prosadil svého syna Rudolfa. Naděje Habsburků na udržení vlády v Čechách však roku 1307 zmařila Rudolfova předčasná smrt. Vlády se znovu chopil Jindřich Korutanský, proti němuž ale uvnitř státu i za jeho hranicemi stála silná opozice. Boje mezi Jindřichem Korutanským a Habsburky ukončilo až Albrechtovo zavraždění v roce 1308. Z řad oponentů českého krále Jindřicha Korutanského proto brzy vykrystalizovala prolucemburská opozice, jež si vzala za cíl místo Jindřicha Korutanského dosadit na český trůn Jindřichova syna Jana Lucemburského. Jan se podle jejich plánů měl oženit s Eliškou Přemyslovnou, dcerou Václava II. a sestrou Václava III. V čele této skupiny stanuli cisterciáčtí opati – opat sedleckého kláštera Heidenreich a již zmíněný opat zbraslavského kláštera Konrád z Erfurtu. Jestliže na schůzce v Heilbronnu zaznělo jméno Eliščina případného ženicha, tak zatím pouze neoficiálně. Výsledkem celého jednání bylo, že Jindřich VII. nakonec údajně prohlásil, že českou královnou se může stát jedině Eliška Přemyslovna. Na České království však vznášeli nároky i Habsburkové. Na již zmíněném špýrském sněmu v září 1309 Jindřich dosáhl toho, že se svých nároků na českou korunu vzdali. Římský král jim zároveň v sumě 50 000 hřiven stříbra zastavil celou Moravu.
V lednu roku 1310 v Norimberku proběhlo další jednání římského krále se zástupci prolucemburské opozice v Čechách v čele s opatem Heidenreichem a mocným českým velmožem Jindřichem z Rožmberka. Jindřich VII. završil jednání listinou, v níž slíbil, že zachová práva všech obyvatel Českého království, pokud si za krále zvolí krále, kterého jim on navrhne. Jindřich do Čech zároveň vyslal zvláštní poselstvo vedené Petrem z Aspeltu, jež mělo prověřit, zda se v Čechách vše odehrává tak, jak římskému králi popsal protikorutanský tábor. Zvláštní poselstvo Jindřicha po svém návratu z Čech ubezpečilo o Korutanově tyranství. Jindřich Korutanský v reakci na jednání některých českých velmožů s římským králem v říjnu roku 1309 pozval do Čech družinu vojáků z Korutan. V únoru 1310 Korutanec v Praze uzavřel spojenectví s míšeňským markrabětem a durynským lantkrabětem Fridrichem I. Pokousaným, který do Čech následně vyslal své vojsko.

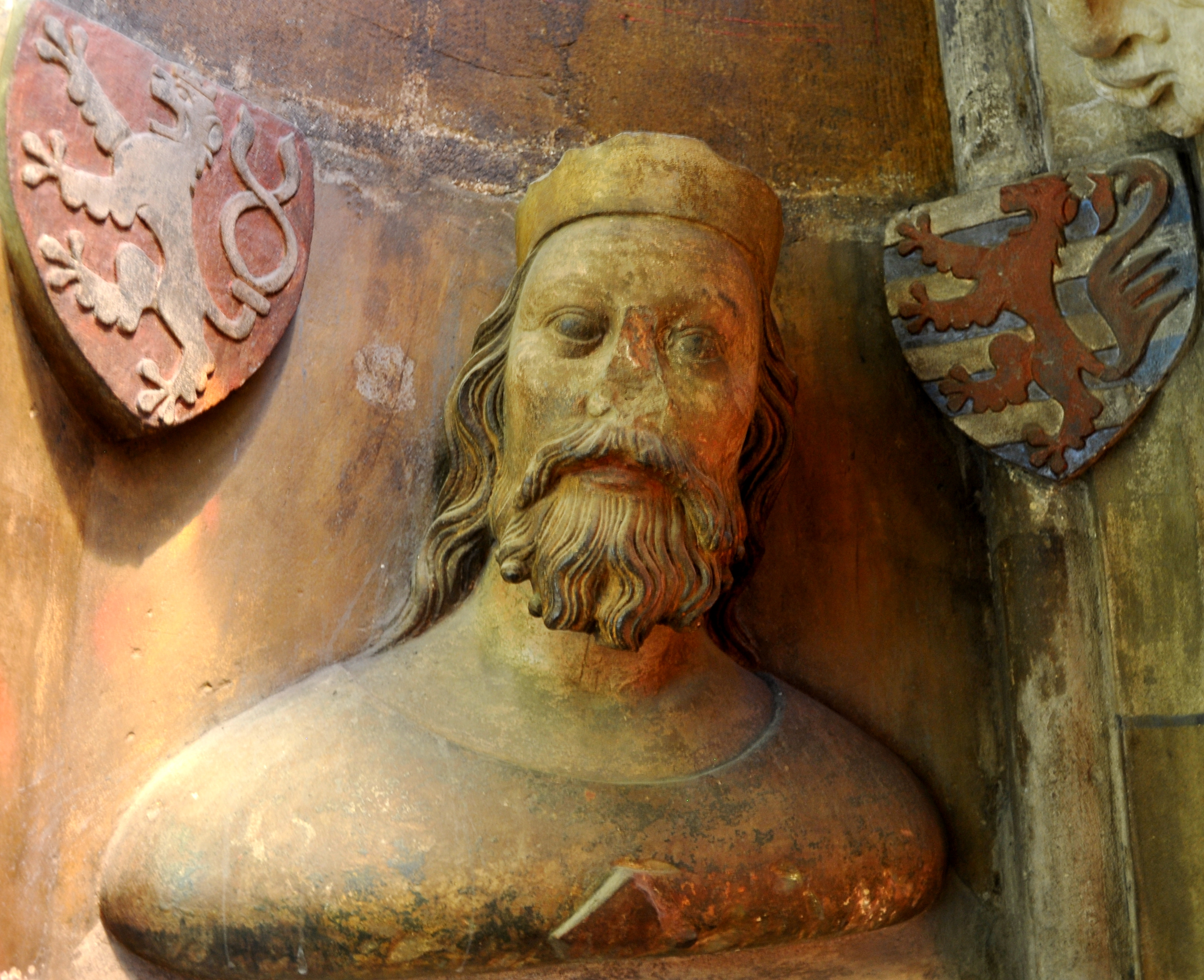
Busta Jana Lucemburského v katedrále svatého Víta v Praze

Na počátku roku 1310 Jindřich kvůli své trvalé nepřítomnosti v Lucembursku povolal svého syna Jana z Paříže a předal mu titul lucemburského hraběte. Protože Janovi bylo pouze 14 let, Lucembursko Jindřich svěřil do správy Gillese z Rodemachern, kterého ustanovil senešalem a maršálem lucemburského hrabství.
Dne 12. července česká delegace dorazila na říšský sněm ve Frankfurtu nad Mohanem, kde se odehrálo její rozhodující jednání s Jindřichem VII. Ten se zde podle cisterciáckého opata Petra Žitavského pokoušel přesvědčit české delegáty o tom, že jeho bratr Walram bude vhodnější český král než jeho mladičký syn Jan. Odpor Čechů však proti tomuto Jindřichově záměru byl podle Petra tak silný, že římskoněmecký král jim musel ustoupit. Historička Lenka Bobková ale kronikářovo tvrzení o tom, že by Jindřich VII. na český trůn raději dosadil Walrama než Jana, odmítá. Domnívá se totiž, že římský král Walrama potřeboval více na své připravované římské jízdě než na českém trůně. Český trůn navíc chtěl získat především pro svého dědice, protože ten by pak měl šanci na udržení římské koruny v lucemburském rodě. Dne 25. července 1310 římskoněmecký král vydal listinu, v níž souhlasil s tím, že si jeho syn Jan v Německu vezme Elišku Přemyslovnu a nastoupí na český trůn. Datum sňatku bylo stanoveno na 1. září. Česká delegace se zavázala, že České království bude Janovi vydáno bez překážek. Říšská knížata přítomná na říšském sněmu se z Jindřichova popudu následně usnesla, že Jindřich Korutanský vládne v Českých zemích nelegitimně, a vyjádřila svůj souhlas s tím, aby římský král na český trůn dosadil svého syna.

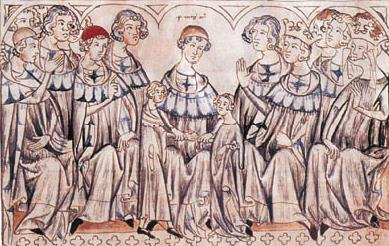
Svatba Jana Lucemburského a Elišky Přemyslovny ve Špýru (Balduineum)

Svatba Jana Lucemburského a Elišky Přemyslovny proběhla 30. srpna 1310 ve Špýru, kam římskoněmecký král zároveň svolal říšský sněm. Jana a Elišku oddal kolínský arcibiskup Jindřich II. z Virneburgu. Římský král téhož dne ustanovil svého syna Jana českým králem a udělil mu České země v léno. Následujícího dne Petr z Aspeltu ve špýrském dómu za novomanžele sloužil slavnostní mši. Jindřich VII. se následně s Janem i Eliškou uchýlil do Kolmaru, kde spolu s nimi strávil osm dní. Dne 13. září římský král vydal listinu, ve které Jana ustanovil generálním říšským vikářem za Alpami, tedy svým náměstkem v říši s výjimkou Itálie po dobu své nepřítomnosti; chystal se totiž na římskou jízdu za císařskou korunou do Itálie. Janova hodnost byla omezena na dobu pěti let. Tímto krokem se Jindřich pokusil upevnit Janovo postavení. Poručníky mladičkého krále se měli stát Petr z Aspeltu a hrabě Berthold VII. z Hennebergu, kteří obdrželi plnou moc jednat ve jménu římskoněmeckého krále. Dne 21. září se Jindřich se synem a snachou rozloučil. Zatímco nastoupil na kampaň do Itálie, Jan spolu s Eliškou a svými rádci začal v Norimberku připravovat tažení do Čech.
I přes počáteční neúspěchy Janova tažení do Čech se Jan nakonec zmocnil Prahy, Jindřicha Korutanského z Čech vyhnal a s Fridrichem Pokousaným uzavřel smír. Následně se v Čechách chopil vlády. Dne 7. února 1311 Petr z Aspeltu korunoval Jana s Eliškou v bazilice svatého Víta na Pražském Hradě, čímž byl nástup Lucemburků na český trůn završen.

### Římská jízda až do císařské korunovace

#### Příprava

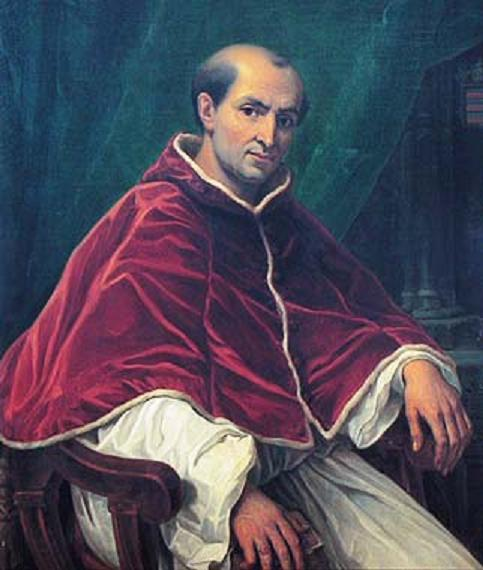
Henri Serrur, Klement V.

Jindřich VII. své plány na římskou jízdu odhalil již v listině papeži Klementovi V. roku 1308, ve které rovněž oznamoval, že byl zvolen římským králem. Počátkem roku 1309 Jindřich za papežem do Avignonu vyslal delegaci, jež měla domluvit Jindřichovu císařskou korunovaci. Papež Jindřichovy záměry podpořil a slíbil, že ho císařem korunuje. Jako datum korunovace Klement určil 2. únor 1312, což bylo 350. výročí korunovace Oty I. Velikého. Klement V. totiž doufal, že ho nový římský císař dokáže vyprostit ze stále sílícího vlivu francouzského krále Filipa Sličného. Jindřich na oplátku složil Klementovi slib věrnosti. Ziskem císařské koruny by se Jindřich stal nejvyšším světským činitelem v celé katolické Evropě a zároveň by mohl vládnout Arelatsku i severní Itálii, což by mimo jiné vedlo k extrémnímu zvýšení příjmů Jindřicha VII. prostřednictvím poplatků vybíraných od italských měst.
V létě 1310 Jindřich vyslal poselstvo, aby v říšské Itálii oznámilo jeho přípravy na římskou jízdu. Odezvy byly patrně kladné a tak se Jindřich domníval, že tažení na Řím proběhne bez zásadních komplikací. Na podzim 1310 došlo ke komplikacím v jednání s kurií, která trvala na tom, aby se král vzdal některých území v Itálii ve prospěch církve. Ačkoli Jindřich tyto požadavky odmítl, papeži Klementovi slíbil, že papežský stát přijme pod svou ochranu. Papež však stále trval na svém. Protože se Jindřich chtěl vyhnout závažnějším konfliktům a nechtěl Klementa poštvat proti sobě, v říjnu 1310 v Lausanne jeho požadavky schválil.
V říšské Itálii většina z vládnoucí elity doufala, že nový římský císař dokáže stabilizovat místní poměry a nastolí v zemi pořádek. V jižní neříšské Itálii od roku 1309 vládl papežův vazal Robert z Anjou, který se s Jindřichem snažil udržovat přátelské vztahy. Na podzim roku 1310 se dokonce uvažovalo o sňatku mezi členem rodu Lucemburků a Anjouovců. Jindřichova dcera Beatrix se zřejmě měla provdat za Robertova syna, kalabrijského vévodu Karla. Nakonec z něho však sešlo, protože Robert začal podporovat Jindřichovy odpůrce v Itálii, včetně svého starého spojence, protilucembursky orientovanou Florencii, na níž byl finančně závislý. Jindřich VII. si svrchovaná práva nárokoval i vůči Benátkám, které se ovšem za součást říše obvykle nepovažovaly. Benátky nikdy nepřijaly Jindřichovy nároky.

#### Od přechodu Alp po milánské povstání

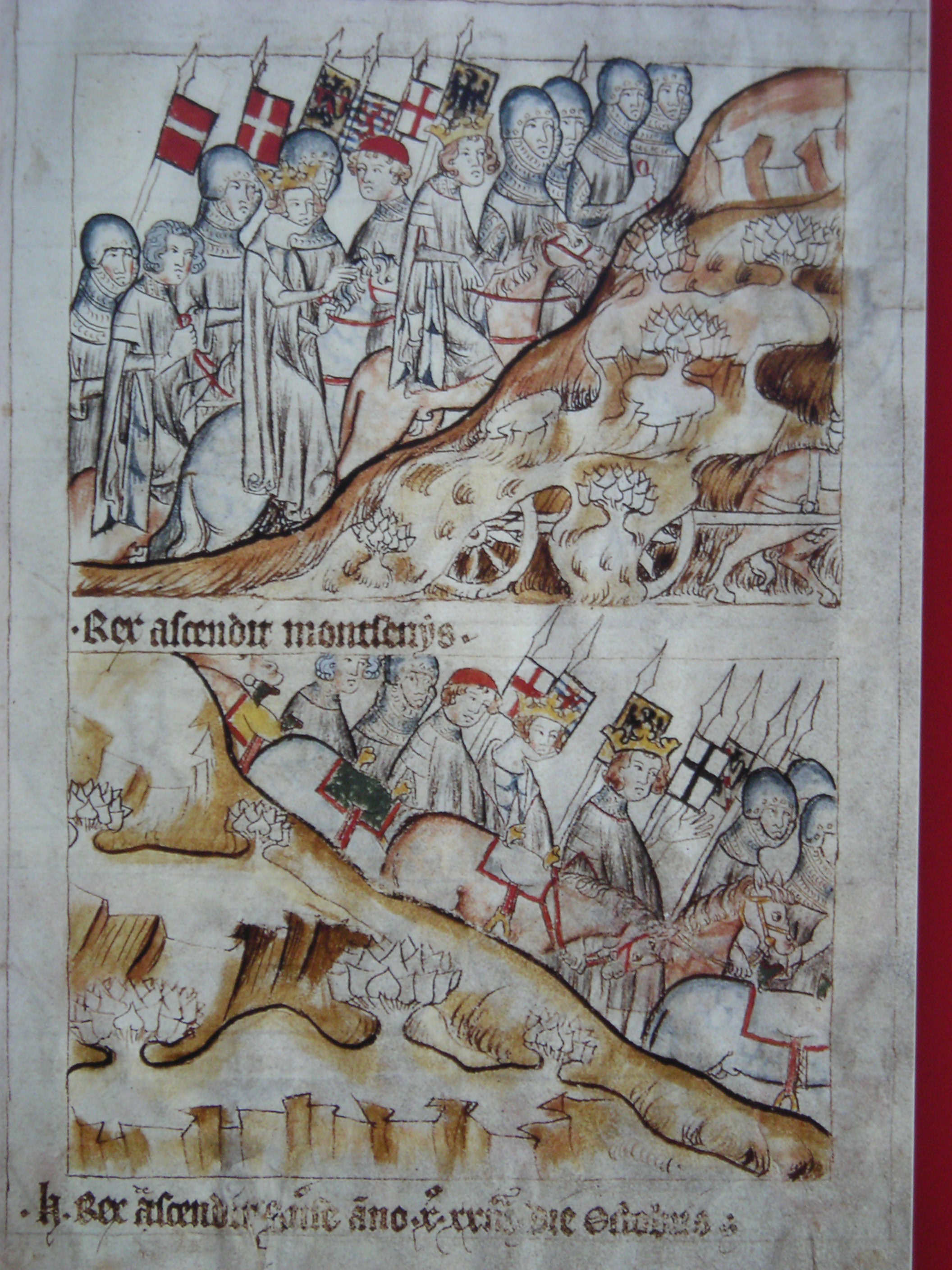
Jindřich VII. s vojskem přechází v říjnu 1310 Alpy (Balduineum)

Na konci října 1310 Jindřich VII. s vojskem čítajícím 5000 mužů přešel Alpy. Doprovázela ho manželka Markéta, oba bratři Walram i Balduin a řada říšských světských i duchovních knížat. Svého syna Jana nechal v Čechách a jmenoval ho říšským vikářem. Za otcovy nepřítomnosti měl na mladého Jana dohlížet Jindřichův oddaný spojenec mohučský arcibiskup Petr z Aspeltu. Podle Petera Thoraua bylo 5000 mužů v Jindřichově vojsku poměrně málo, protože se zřejmě Jindřich domníval, že římská jízda proběhne bez zásadních komplikací.
| „                 | Raduj se, Itálie! Celý svět ti bude brzy závidět. Rozmnožitel slávy tvého lidu a spasitel světa, zázračný Jindřich z rodu římských císařů, tvůj snoubenec, přichází k svatebnímu obřadu. Osuš hned své slzy, osvoboditel je nablízku… | “ |
| — Dante Alighieri | |   |

Jindřich se po přechodu Alp usídlil v Turíně a začal od severoitalských panovníků a měst vymáhat potvrzení jejich loajality k říši. Pozici si zde upevnil jmenováním říšských vikářů. Svého švagra Amadea V. Savojského, který hrál v těchto událostech klíčovou roli, jmenoval generálním vikářem Lombardie. Římský král se zde rovněž pokoušel o usmíření znepřátelených guelfů a ghibellinů. Snažil se proto chovat neutrálně a ani jednomu táboru nestranit. Nakonec však byl přinucen zaujmout stanovisko ve prospěch ghibellinů a bílých guelfů (guelfů loajálních k císařům), protože radikální guelfové se s Jindřichovou vládou v říšské Itálii nechtěli smířit a odporovali mu. Dalším z Jindřichových mírových aktivit bylo smiřování rodů Solari a de Castello. Jindřichova snaha o stabilizaci italských poměrů však byla vzhledem k místní komplikované situaci podle většiny historiků nerealistická. Jindřich VII. během svého pobytu v severní Itálii dokázal využívat bohatství italských měst. Používal k tomu relativně „moderní“ finanční správu v čele s pokladníkem Simonem Philippiem a Gillem della Marcelle, jež rovněž intenzivně využívala finanční výkaznictví, které již bylo v Itálii běžně rozšířené.
| „               | O straně guelfské nebo ghibellinské nechtěl císař slyšet. Byly proti němu proto šířeny křivé pověsti. Ghibellini říkali: „Nechce vidět než guelfy“. Guelfové zase prohlašovali: „Nepřijímá než ghibelliny“. A tak se báli jeden druhého... | “ |
| — Dino Compagni | |   |

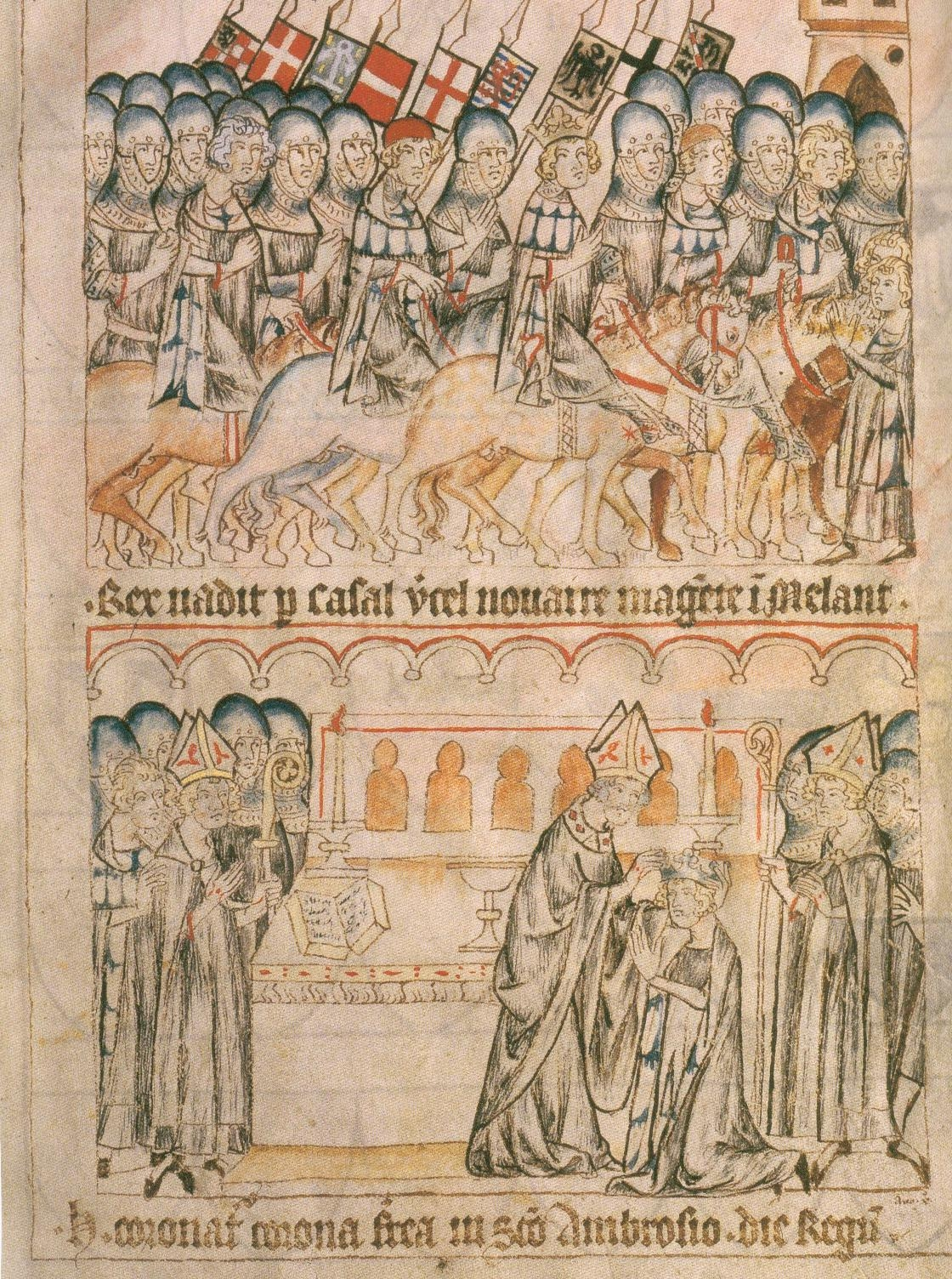
Vstup Jindřicha VII. do Milána (výše) a jeho korunovace železnou lombardskou korunou (níže) (Balduineum)

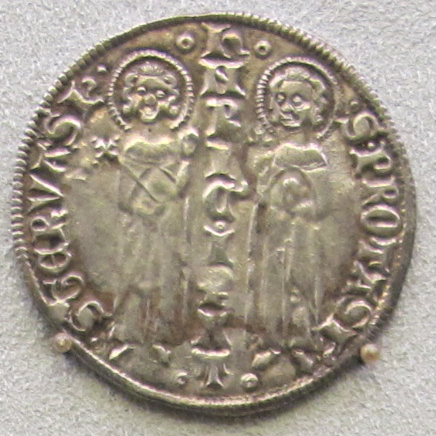
Groš ražený Jindřichem VII. v Miláně

Proti Jindřichovým snahám podmanit si říšskou Itálii se brzy zformovala silná guelfská opozice. Do čela králových odpůrců se postavil milánský guelfský vládce Guido della Torre. Když v prosinci 1310 Jindřichova vojska vstoupila do Milána, byl Guido donucen uznat Jindřichovu svrchovanost. Římskoněmecký král v Miláně posléze zprostředkoval mír mezi Guidem a jeho ghibellinským soupeřem Matteem I. Viscontim, Jindřichovým přívržencem. Dne 6. ledna 1311 byl Jindřich v Miláně korunován lombardskou železnou korunou na lombardského krále. Následně však nedokázal zabránit vzrůstajícímu napětí mezi ním a guelfskou stranou, když od italských měst začal požadovat 300 000 florinů ročně. V únoru 1311 proti Jindřichovi v Miláně vypuklo povstání vedené patrně Guidem. Samotné milánské povstání mohla Jindřichova vojska potlačit jednoduše, avšak brzy poté se vzpoura rozhořela i v řadě dalších guelfských měst.
Jindřich VII. přistoupil k represivním opatřením. Milánské povstání bylo utopeno v krvi a Guido musel uprchnout z města, které Jindřich následně předal do rukou Viscontimu. Přestože se římskoněmecký král i nadále držel myšlenky kompromisu mezi guelfy a ghibelliny, politické události ho donutily změnit styl vládnutí. Definitivně se proto přidal k táboru ghibellinů a povstalecká města začal nemilosrdně trestat. Složitou situaci v říšské Itálii ještě více zkomplikoval neapolský král Robert z Anjou, který na pomoc Jindřichovým italským odpůrcům začal posílat své jednotky včetně vojska svého bratra Jana z Graviny.

#### Válka sguelfskou opozicí

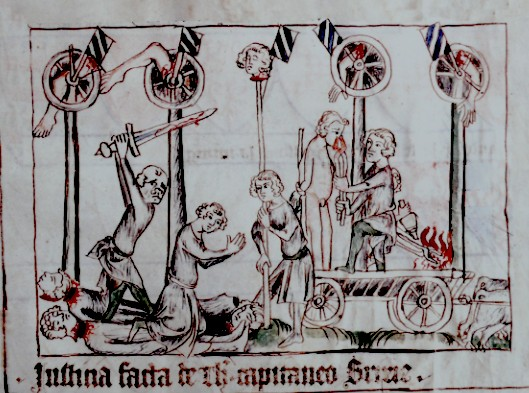
Potrestání kapitána Theobalda Brusatiho usvědčeného ze zrady (Balduineum)

Po potlačení milánského povstání došlo v severní Itálii ke krvavým bojům mezi Jindřichem podporovaným ghibelliny a guelfy. Největší povstání vypuklo v městech Cremoně a Brescii, které Jindřich vzápětí vzal útokem. Cremonu si rychle podřídil a nelítostně jí potrestal. Bresciu se svými vojsky oblehl. Město však odolávalo celých šest měsíců. Při jejím obléhání zemřel Jindřichův bratr Walram a ve vojsku vypukla epidemie černého moru, která ho naprosto zdecimovala. V červnu 1311 byl zajat a brutálně zabit vůdce brescijských guelfů Thebaldo Brusati. Teprve v září 1311 město kapitulovalo. Jindřich údajně prohlásil, že si brescijští rebelové zaslouží zemřít, ale nakonec je omilostnil. Poté na Brescii uvalil velké pokuty a nechal jí zbořit hradby. I když Jindřichova opatření proti povstalcům nebyla nijak neobvyklá, oponenti mu začali vytvářet obraz neobyčejně ukrutného tyrana. Tato stylizace Jindřichovy osobnosti pokračovala i po jeho smrti.
V říjnu 1311 Jindřich pobýval v Pavii. Na sklonku roku 1311 se Jindřich s vojskem vydal do ghibellinského Janova. Zde 11. prosince 1311 zemřela Jindřichova manželka Markéta Brabantská, jíž Jindřich nechal Giovannim Pisanem vytvořit působivý mramorový náhrobek. V Janově Jindřich také rozhněvaně zareagoval na odmítnutí Roberta z Anjou složit povinný hold císaři za říšská léna, které držel. Dalším problémem byla pro Jindřichovu imperiální politiku vyčkávací taktika Florencie, která spolu s dalšími guelfskými městy včetně Bologny uzavřela spojenectví výslovně namířené proti římskoněmeckému králi. Dne 24. prosince 1311 Jindřich nad Florencií vyhlásil říšskou klatbu, jejíž důsledky však byly poměrně malé.
V únoru 1312 se Jindřich s vojskem vyplavil po moři z Janova do ghibellinské Pisy, kde byl na počátku března 1312 vřele uvítán. Pisané totiž doufali, že jim král pomůže proti jejich největším rivalům, Florenťanům. Jindřich v Pise uspořádal dvorský sněm, na kterém uvrhl říšskou klatbu na povstalecká města Luccu, Sienu, Parmu a Reggio. Díky dvorskému sněmu v Pise v březnu 1312 a předchozímu pavijskému sněmu v říjnu 1311 Jindřich velmi napomohl ke stabilizaci své imperiální vlády v severní Itálii, která po vypuknutí milánského povstání značně upadala. Následně se Parma, Reggio, Asti, Vercelli a Pavie přidali do guelfské ligy pod vedením Florencie a Bologny, namířené proti Jindřichově vládě v Itálii. I přesto stále většina italských měst podporovala římského krále. Na konci dubna 1312 se Jindřich rozhodl přistoupit k závěrečné části římské jízdy, tedy ke korunovaci na císaře v Římě.

### Císařská korunovace a její důsledky

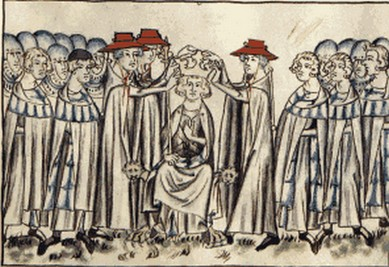
Jindřichova císařská korunovace v Lateránské bazilice (Balduineum)

Koncem dubna 1312 se král se svými oddíly vydal přes Viterbo směrem k Římu a žádal papeže, aby zakročil ve věci neapolských vojáků a zajistil jejich odchod z věčného města. Jan z Graviny se svými neapolskými žoldnéři v Římě mezitím ovládl Kapitol a zabral Andělský hrad. Dne 6. května 1312 vjel Jindřich na území Říma, které bylo pod kontrolou spojenecké rodiny Colonnů. Jindřich se pokusil obsadit baziliku svatého Petra, kde se měla odehrát císařská korunovace. V krutých bojích mu v tom však zabránili neapolští vojáci a guelfská rodina Orsiniů. Papež se do znesvářené Itálie neodhodlal osobně dostavit a z Avignonu do Říma tedy vyslal tři kardinály v čele s Jindřichovým přívržencem Nicholasem z Prata, kteří měli Jindřicha korunovat římským císařem místo papeže. Trojice kardinálů sice nejprve čekala na definitivní povel z Avignonu, ale poté co v Římě proti ní – z Jindřichova popudu – vypukly nepokoje, byla donucena jednat. Dne 29. června 1312 Jindřicha v Lateránské bazilice korunovali římským císařem. Ceremonie však byla odbyta s určitým chvatem, nervozitou a bez náležitého slavnostního lesku.

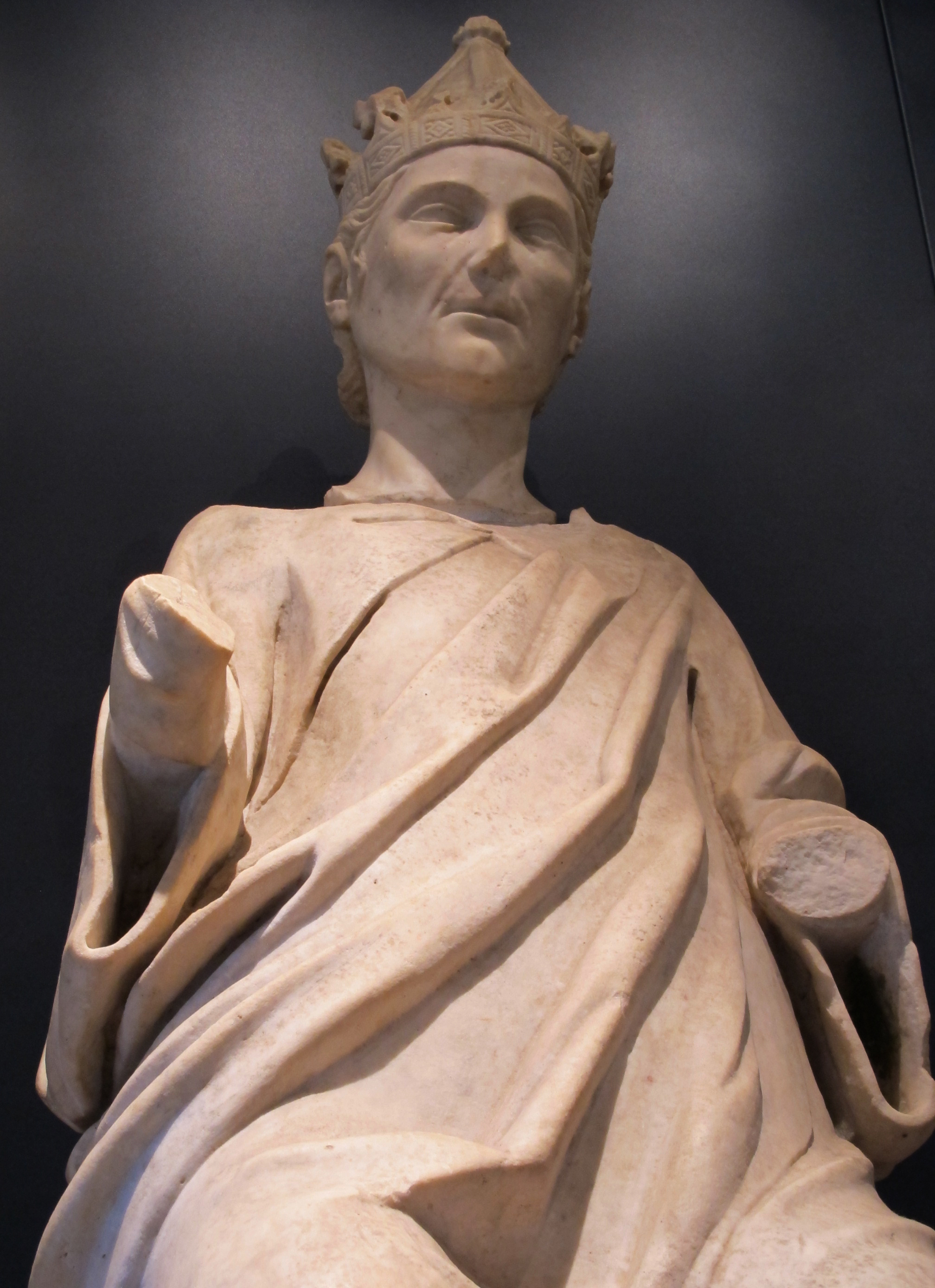
Tino di camaino, Socha Jindřicha VII. z náhrobku, Muzeum v Pise

Brzy po své císařské korunovaci vydal Jindřich rozsáhlou listinu určenou pro evropské panovníky, v níž oznámil, že byl korunován římským císařem, kterému z boží vůle podléhají všichni lidé. Tímto odvážným univerzalistickým nárokem na svrchovanou moc v nadstátním a nadnárodním pojetí vzbudil odpor u sebevědomého francouzského krále Filipa Sličného i neapolského krále Roberta z Anjou. Zcela odlišně na Jindřichovo prohlášení reagoval anglický král Eduard III., který ho vzal na vědomí a novému římskému císaři ke korunovaci poblahopřál. Jindřich VII. ve svém prohlášení čerpal z obvyklých imperiálně-univerzalistických myšlenek odpovídajícím ideám ze štaufského období, což souviselo s jeho snahou obnovit římské císařství, které už více než padesát let upadalo. Zatímco papež měl v tomto pojetí císařské moci vedoucí úlohu v církevních záležitostech, císař měl mít na starost všechny sekulární otázky. Císař s papežem měli podle tohoto pojetí spolupracovat pro dobro křesťanství a zajistit světu mír, což legitimizovalo Jindřichovy nároky na světovou dominanci.
Ještě před císařskou korunovací koncem března 1312 se za papežem do Avignonu z Itálie dostavili guelfští a neapolští vyslanci, kteří mu vylíčili, jak velké nebezpečí Jindřich představuje pro papežova hlavního vazala Roberta z Anjou. Pod nátlakem Filipa Sličného se papež Klement V. následně definitivně přidal na stranu Jindřichových odpůrců. Těsně před císařskou korunovací papež Lucemburkovi nařídil, aby s Robertem uzavřel příměří a opustil Řím. Po korunovaci po něm požadoval i zopakování přísahy věrnosti a výslovně zakázal útok na Neapolské království. Jindřich papežův diktát však rázně odmítl, protože nesouhlasil s nadřazeností duchovní moci nad světskou. Přísahu Klementovi složil ještě před zahájením římské jízdy a neviděl důvod ji po korunovaci opakovat. I podmínky příměří s Robertem Jindřich odmítl, poněvadž byly sjednány za jeho zády. Poukázal také na to, že Robert mu ani nevyhlásil válku a zaútočil na něj nepřímo prostřednictvím svého bratra Jana z Graviny. Negativní reakce ze strany kurie na sebe nenechala dlouho čekat. Papež Jindřichovi pohrozil interdiktem a exkomunikací.

### Přípravy tažení do Neapolska, smrt a hrob

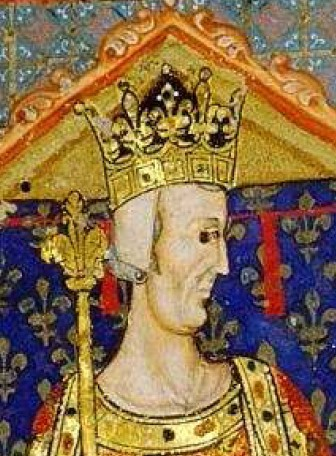
Robert z Anjou (Neapolská bible)

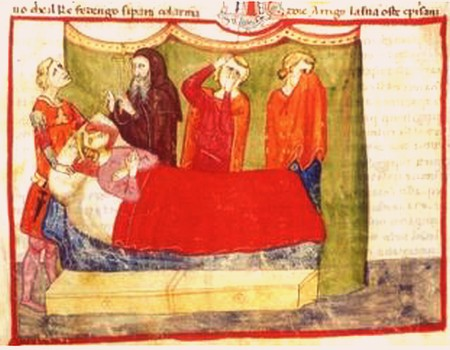
Císař na smrtelném loži (Nuova Cronica)

Jindřich VII. se po své císařské korunovaci dostal do konfliktu jak s guelfskými městy v Itálii, především Florencií, tak s neapolským i francouzským králem a papežem. Situace v severní Itálii zůstávala problematická a Jindřicha postupně opouštěla říšská knížata z Německa, která se s ním na římskou jízdu vydala. Přesto si Jindřich udržoval několik spojenců mezi nimiž vynikala Pisa a sicilský král Fridrich II., úhlavní nepřítel neapolského krále Roberta z Anjou. V červenci 1312 Jindřich i Fridrich proti výslovnému zákazu papeže vstoupili do aliance primárně namířené proti Robertovi z Anjou. Fridrich Jindřichovi sliboval vojenský zásah proti Robertovi a římského císaře podporoval také finančně. Válečné přípravy k tažení do Nepolského království probíhaly v severní Itálii i na Sicílii už od července 1312. Jindřichovi k tomuto záměru rozkázal Janovu a Pise poskytnou svá vojska. Stejné nařízení římský císař poslal i do Benátek, jež však Benátští ignorovali.
Koncem srpna 1312 Jindřich opustil Řím a vydal se do Arezza, kde zahájil soud s Robertem z Anjou a přípravy k útoku na Florencii, která stále odolávala císařově moci. V polovině září římský císař porazil Florenťany v bitvě u Incisi a Florencii následně oblehl. Císařská armáda však byla příliš malá na to, aby město dobyla, proto bylo obléhání v říjnu 1312 přerušeno. Během obléhání Florencie Jindřich onemocněl malárií. Následně pobýval v Toskánsku, kde přestavěl město Poggibonsi, které přejmenoval na Monte Imperiale (Kaiserberg).

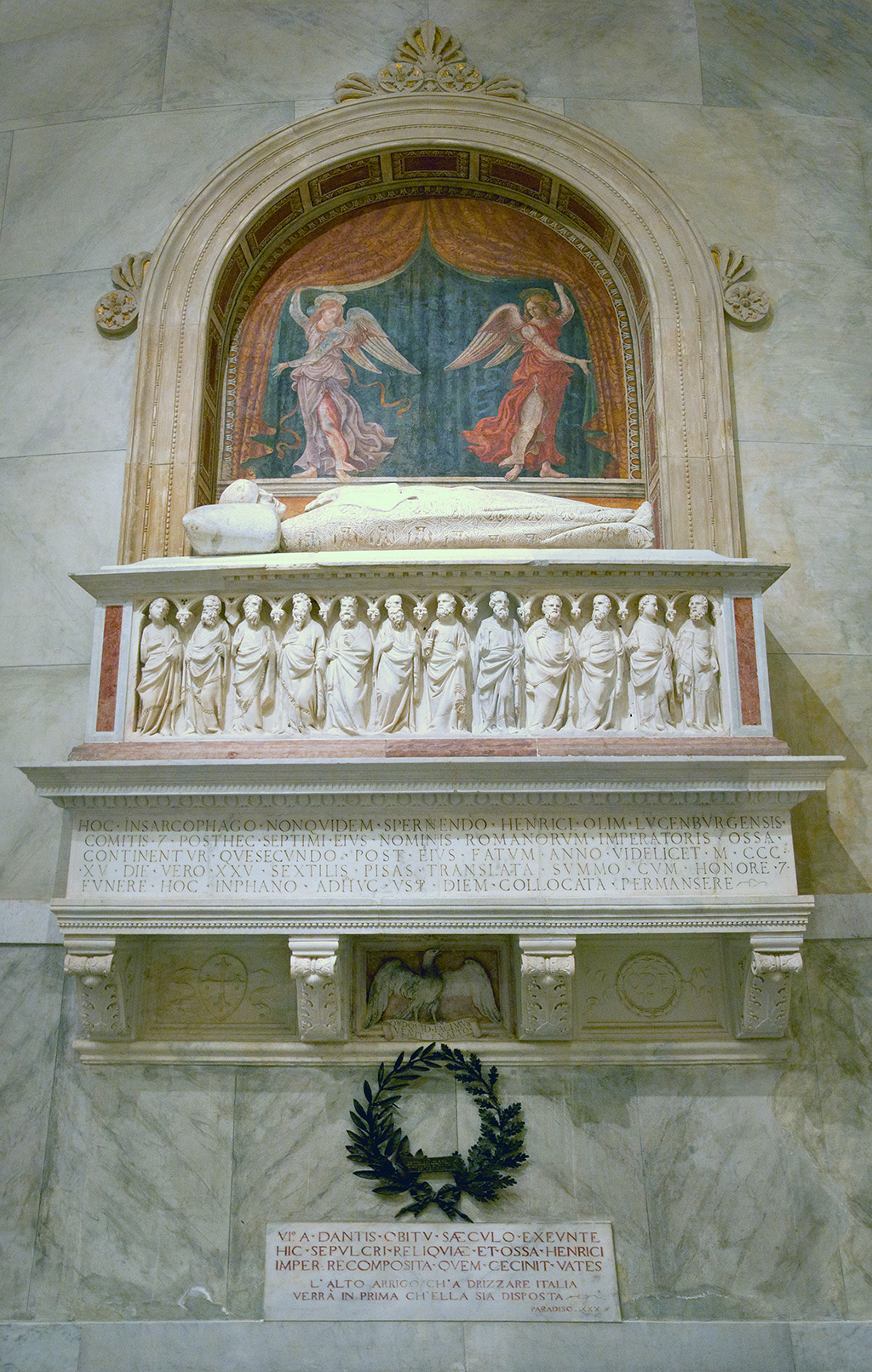
Náhrobek Jindřicha VII., dóm v Pise

Po dvou měsících Jindřicha nedostatek potravin donutil k odchodu do Pisy, kam dorazil 10. března 1313. Římský císař zde vyhlásil edikt o zločinech proti majestátu a zákon o skutkové podstatě rebelie. Brzy na to 26. dubna Jindřich v Pise vynesl říšskou klatbu nad neapolským králem Robertem a z moci svého majestátu jej odsoudil ke ztrátě titulů, majetků a hrdla. Papež reagoval bulou, v níž hrozil exkomunikací každému, kdo ohrozí neapolské království. Jindřich mu odpověděl, že plánovým tažením do Neapolska nechce ohrozit zájmy církve, nýbrž zničit hlavního nepřítele římské říše.
| „                  | Nato se císař rozhodl, že se nebude tlouct s Florenťany a jinými Toskánci, protože při tom měl málo úspěchů a spíše pohoršil svoje postavení, ale že chopí býka za rohy, a vytrhna s celou svou silou proti králi Robertovi, odejme mu jeho království. Měl za to, že kdyby se mu to podařilo, bude pánem Itálie… | “ |
| — Giovanni Villani | |   |

V létě 1313 ze strany Jindřicha a Fridricha Sicilského vrcholily válečné přípravy k útoku na Neapolské království. Jindřich jmenoval Fridricha Sicilského říšským admirálem, protože s flotilou tvořenou z janovských, pisánských a sicilských lodí měl na Neapolsko zaútočit z moře. V srpnu 1313 se císař s vojskem o 4000 rytířích vydal na jih očekávaje vojenskou posilu z Německa. Jeho bratr Balduin se do Německa vydal již v březnu 1313, aby shromáždil pomocné vojsko k tažení do Neapole. Sbírání a organizace pomocného vojska se však tak protáhlo, že se brzy stalo zbytečným. Ještě než celá invaze vypukla, Jindřich zaútočil na město Sienu. U obléhání Sieny však podle některých pramenů podruhé onemocněl malárií. Krátce nato 24. srpna 1313 v malém městečku Buonconvento římský císař Jindřich VII. Lucemburský nečekaně skonal.

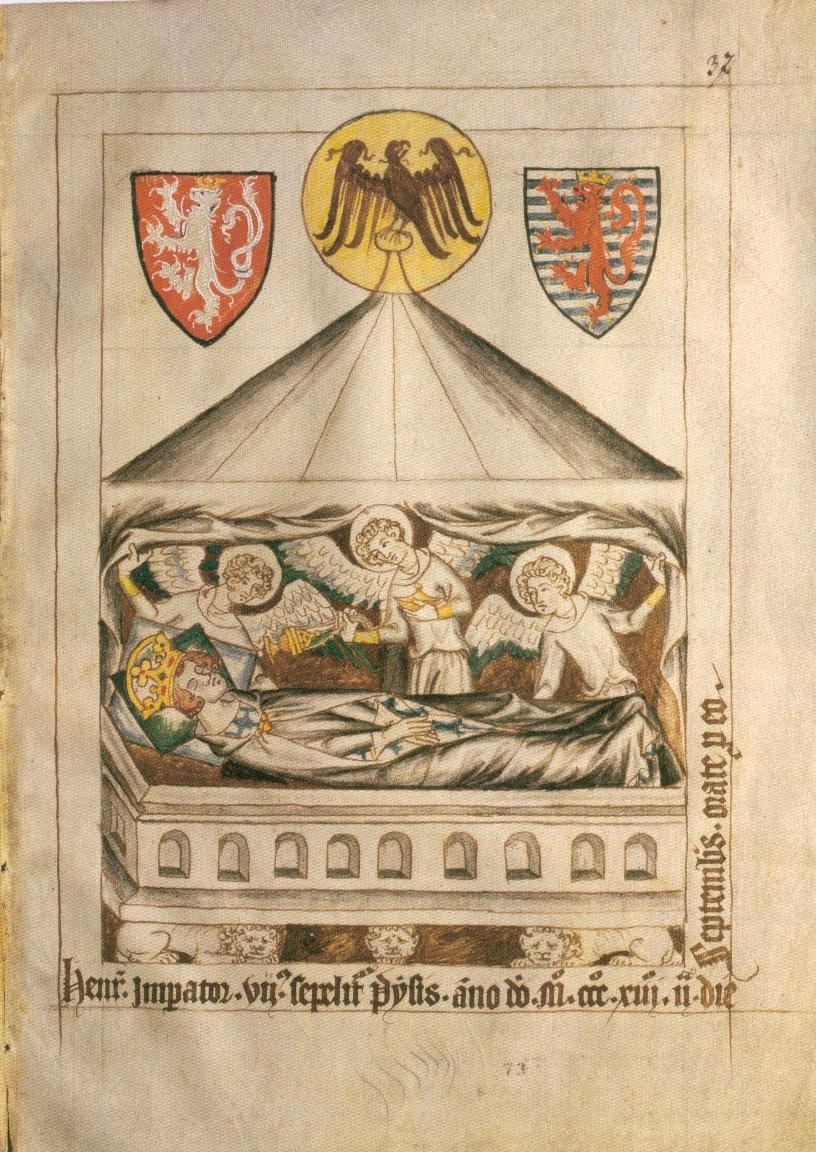
Smrt císaře Jindřicha VII. (Balduineum)

Rozšířila se pověst, že císař zesnul po požití otrávené hostie, kterou mu podal jeho dominikánský zpovědník. Novější výzkum ostatků (2014) naznačuje spíše infekci antraxem nebo karbunkl. Obojí se ve středověku léčilo malými dávkami arzeniku; ten byl prokázán v kosterních vzorcích. Příčinou smrti mohla tedy být jak infekce, tak i nechtěná otrava.
Vnitřnosti zesnulého byly pohřbeny přímo v Buonconventu a tělo převezl Jindřich Flanderský do Pisy, kde obyvatelé věrného města pro císaře v místní katedrále dali v chóru za hlavním oltářem postavit monumentální figurální náhrobek od Tina di Camaino s malbou od Domenica Ghirlandaia. Dílo bylo dokončeno roku 1315 a patří mezi nejvýznamnější památky italského funerálního umění 14. století. Později byla sochařská výzdoba náhrobku z politických důvodů rozebrána a tumba poškozena při požáru dómu roku 1595. Roku 1985 byl náhrobek přemístěn na levou stranu transeptu, restaurován a roku 1986 bylo otevřeno dómské muzeum („Museo dell'Opera del Duomo“), v němž jsou sochy císaře a jeho rádců vystaveny. K otevření hrobu došlo roku 1727, 1921 a naposledy v roce 2014. Badatelé tehdy nalezli Jindřichovy kosterní pozůstatky, jež podle antropologického průzkumu potvrzují úmrtí muže ve věku okolo 40 let a výšky cca 178 centimetrů. U nohou se nacházely jednoduché cestovní insignie: koruna, jablko a žezlo, připomínající iluminace z Balduinea, a také třímetrový pás pruhované hedvábné tkaniny, protkávané stříbrnými a zlatými vlákny s motivem lvů.

## Jindřichův dvůr
Jindřich kolem sebe po nástupu na římskoněmecký trůn soustředil mnoho důvěrníků a rádců, kteří byli zastoupeni především z řad církevních hodnostářů. Mezi nimi vynikali štrasburský biskup Jan z Dirpheimu, kostnický biskup Gérald, basilejský biskup Ota z Grandsonu, lutyšský biskup Theobald z Baru, eichstätský biskup Filip z Rathsamhausenu, řezenský biskup Mikuláš z Ybbs, wormský biskup Emerich ze Schönecku nebo špýrský biskup Siboto z Lichtenburgu a dále opatové Jindřich z Fuldy, významný Jindřichův diplomat, Jiljí z Weissenbergu, Reinhard z Kornelimünsteru a Jindřich z Řezna. Jako Jindřichův vicekancléř působil opat Jindřich z Villers-Bettnachu, jehož římskoněmecký král znal ještě z období před nástupem na trůn. Tento Jindřichův důvěrník se za své služby Lucemburkům roku 1310 stal tridentským biskupem. Královským komorníkem byl Francouz Simon z Marville, jenž byl také královským protonotářem, hrabě Jan Sponheimský se stal dvorským soudcem. Královským hofmistrem (správcem královského dvora) byl jmenován Jan z Braunshornu. V Jindřichově blízkosti se permanentně zdržoval rovněž jeho mladší bratr Walram, a poté šlechtici z německo-francouzského pohraničí jako flanderský hrabě Robert a jeho bratr hrabě ze Zeelandu Vít Namurský, hrabě Reinhard I. z Geldern a lotrinský vévoda Theobald II. K nim se přidružovala i německá hrabata, především Berthold z Hennebergu, Gerlach I. Nasavský, Jan z Waldecka a Eberhard s Vilémem z Katzenelnbogen. Během italského tažení se k Jindřichově tažení přidalo mnoho Italů včetně Bernharda z Mercata. Jindřichova královská družina byla francouzsko-německá, ve vyšších funkcích však převažovali Francouzové.

## Možný vzhled

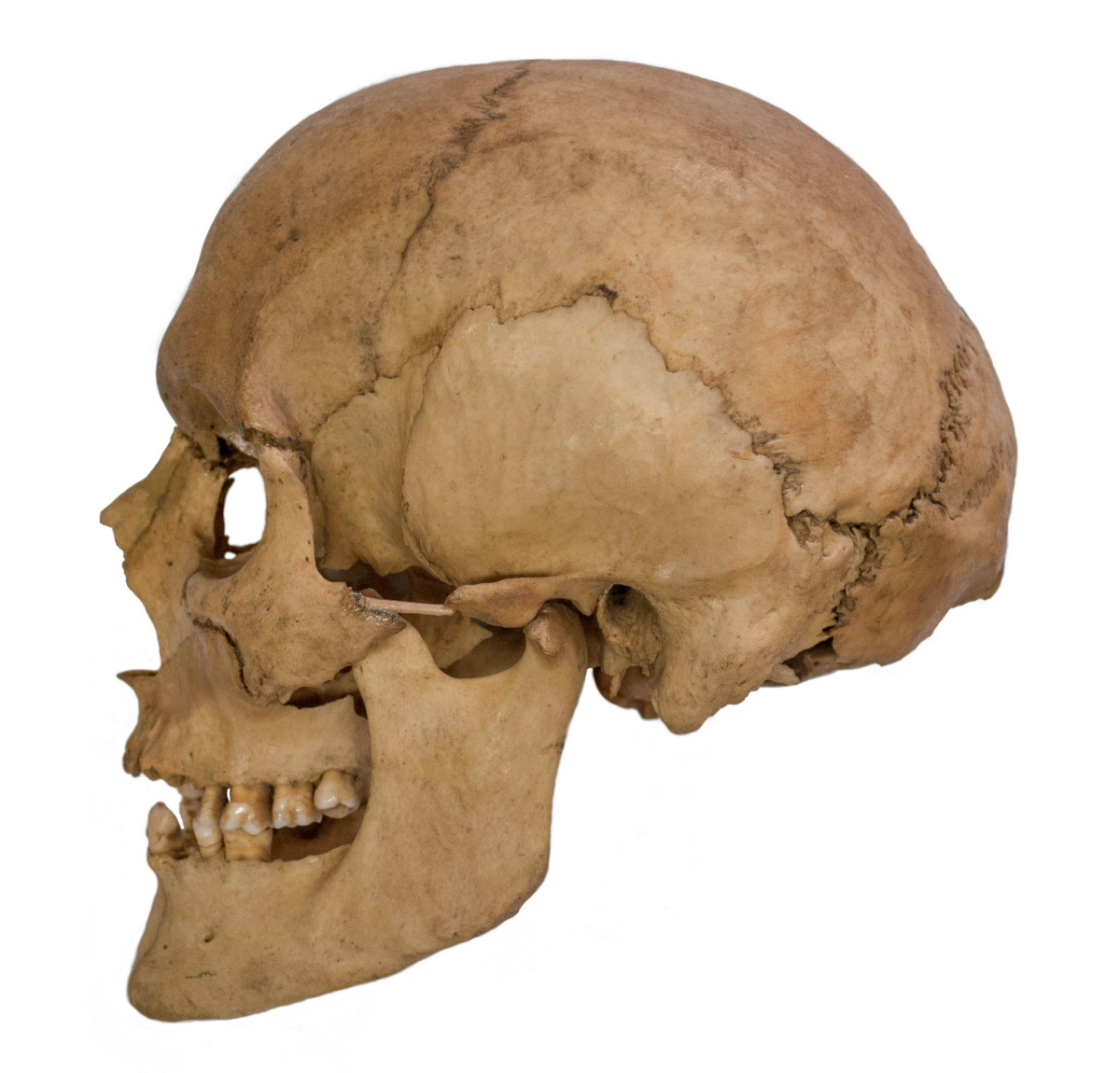
Lebka Jindřicha VII.

Kronikář Albertino Mussato, který se s Jindřichem VII. několikrát osobně setkal, ho popsal jako muže středně vysoké a hubené postavy s načervenalými vlasy a kůží. Zmínil také to, že římský císař šilhal levým okem. Podle výzkumu Jindřichových kosterních pozůstatků byl císař přibližně 178 centimetrů vysoký.

## Hodnocení a historiografie
Německá medievistika se v 19. a počátku 20. století primárně zaměřovala na studium období vlády otonské, sálské a štaufské dynastie. Období pozdního středověku (14. a 15. století) naopak zůstávalo dosti opomíjené, protože němečtí historici ho považovali za dobu úpadku říše, ve které klesala moc krále a na síle nabývala říšská knížata. Podle tehdejších historiků tato éra úpadku trvala až do roku 1871, kdy došlo k obnovení silné říše. Až později se k období pozdního středověku začaly upírat zraky historiků a došlo k objektivnějšímu i pozitivnějšímu ohodnocení této doby.

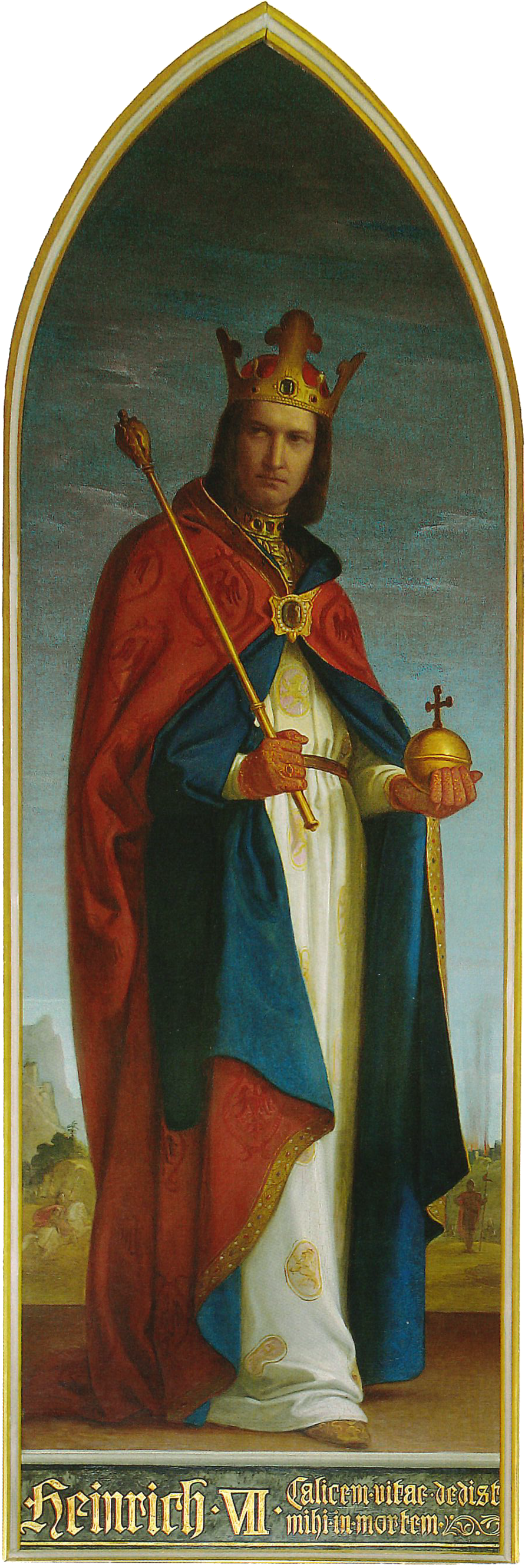
Philipp Veit, Jindřich VII. Lucemburský

Podle německého historika Leopolda von Rankeho žijícího v 19. století nebyl Jindřich velký panovník, ale dobrý, statečný a vytrvalý muž se skvělými idejemi. Robert Davidsohn ve svých monumentálních dějinách Florencie považoval Jindřicha za pouhého naivního snílka, který se na úkor sledování politické reality držel anachronistických myšlenek. Zatímco Friedrich Schneider v Jindřichově jediné biografii římského císaře vylíčil jako zastánce lidskosti, Wiliam Bowsky ho charakterizoval spíše jako fanatika a vyčítal mu jeho chyby při posuzování podmínek v Itálii. Heinz Thomas a Hartmut Boockmann ve svých přehledech dějin německého pozdního středověku Jindřicha zhodnotili jako obratného politika a odmítli názory považující jeho politické cíle za nerealistické. Na význam Jindřichovy vlády upozornili Kurt-Ulrich Jäschke a Peter Thorau, kteří římského císaře celkově hodnotí velmi pozitivně. Římská jízda podle nich selhala pouze kvůli Jindřichově předčasné smrti a jeho politické cíle byly podle nich vzhledem k jeho úspěchům zcela realistické.
Vědecký zájem o Jindřicha VII. počátkem 21. století prudce vzrostl. Roku 2006 a 2014 vydali Kurt-Ulrich Jäschke a Peter Thorau v edici Regesta Imperii dvě monografie (Die Regesten des Kaiserreichs unter Rudolf, Adolf, Albrecht, Heinrich VII. 1273–1313. 4. Abteilung: Heinrich VII. 1288/1308–1313, 1. Lieferung: 1288/1308–August 1309 a Die Regesten des Kaiserreichs unter Rudolf, Adolf, Albrecht, Heinrich VII. 1273–1313. 4. Abteilung: Die Regesten des Kaiserreichs unter Heinrich VII. 1288/1308–1313, 2. Lieferung: 1. September 1309–23. Oktober 1310), které mimo jiné zahrnují i podrobnou analýzu dříve nevyužitého archivního materiálu, jenž pochází především z italských archivů. Malte Heidemannová se ve své knize Heinrich VII. (1308–1313) zabývala hlavně studiem nejvýznamnějších dokumentů z Jindřichovy vlády. Velký význam má pro výzkum vlády Jindřicha VII. také antologie Ellen Widderové. Římským císařem se nadále zabývaly dvě vědecké konference. Konference v Lucemburku se při 700. výročí zvolení Jindřicha římským králem v roce 2008 zaměřila na styl vládnutí německých panovníků ve 14. století. Výsledky této konference jsou již veřejně dostupné v tištěné podobě. Mezinárodní konference v Římě v roce 2012 byla uspořádána k výročí 700 let od Jindřichovy císařské korunovace a věnovala se především vzestupu a významu lucemburské dynastie. Přednášky z této konference byly uveřejněny v roce 2016. Přesto však stále chybí moderně zpracovaná kompletní biografie Jindřichova života.
Lze konstatovat, že Jindřichova vláda a jeho imperiální a univerzalistické záměry odhalují jeho prudkou inteligenci i temperament. Ačkoli politické cíle římského císaře kvůli jeho předčasné smrti selhaly, určitě nebyl žádným snílkem, jak je vylíčen v mnoha starších výzkumech. Jeho úspěšná vláda předznamenala další vzestup lucemburské dynastie.

## Odraz vliteratuře a umění

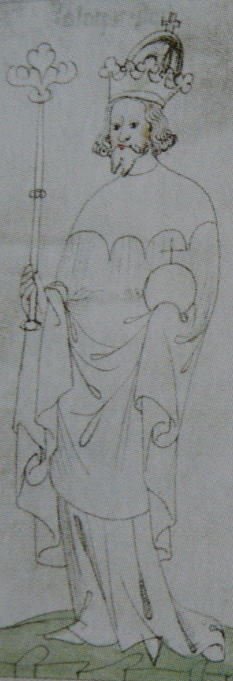
Jindřich VII. (Zbraslavská kronika)

Jindřichovo italské tažení přitahovalo velkou pozornost svých současníků. Jindřichovy římské jízdy se účastnil například biskup Nikolaus von Butrinto, který císaře pozitivně popsal ve svém listu papeži. Jeho osobnost charakterizoval také jeho přívrženec a florentský kronikář Dino Compagni, jenž oceňoval Jindřichovu snahu stabilizovat podmínky v Itálii a takzvaným černým guelfům, guelfům neloajálním k císaři (sám patřil k bílým guelfům), vyčítal jejich odpor k těmto snahám. V 16 svazcích italské tažení velmi podrobně popsal Albertino Mussato z Padovy. Ačkoli císaře celkově hodnotil kladně, vytkl mu jeho tvrdý postup proti guelfům. Římskou jízdu popsal také Giovanni da Cermenate a Ferreto de Ferreti z Vicenze. Giovanni Villani věnoval Jindřichovu tažení místo v devátém svazku své kroniky Nuova Cronica. Přesto, že byl Villani florentský guelf, Jindřicha neposoudil vysloveně negativně, poukázal však na hrozbu, kterou představoval pro Neapolské království. Dalším současníkem, jenž vykreslil Jindřichovi snahy o ovládnutí Itálie, byl notář Giovanni di Lemmo z Comugnori. Císař na něj evidentně velice zapůsobil, protože dokonce cestoval do Pisy, aby se s ním mohl osobně setkat. Guglielmo Cortusi z Padovy vylíčil především události v Lombardii, které se odehrály v období Jindřichova tažení na Řím.
Kronikáři z Německa Jindřicha popisují mnohem stručněji než italští kronikáři, přičemž se pochopitelně zaměřují na jeho působení na sever od Alp. Pojednal o něm především Otakar Štýrský ve své rýmované kronice, Matiáš z Neuenburgu, Jan z Viktringu, Jan z Winterthuru nebo český kronikář Petr Žitavský ve své Zbraslavské kronice. Římského krále ve svém díle Imperator Heinricus velmi pozitivně popsal také anonymní mohučský klerik.
Jindřichův bratr Balduin nechal jeho římskou císařskou jízdu navždy zvěčnit v obrázkové kronice Balduineu, sepsané v roce 1340. Jindřichovým vizím a politickým cílům věnoval politický traktát De monarchia slavný italský básník Dante Alighieri, který římského císaře hodnotil nadmíru kladně. Místo Jindřichu VII. Dante vyhradil také ve své Božské komedii, kde ho umístil do ráje.

## Potomci
1. manželství ∞ 9. července 1292 Markéta Brabantská (1276–1311)
- Jan Lucemburský (10. srpna 1296 – 26. srpna 1346) lucemburský hrabě, český a polský král ∞ 1310 Eliška Přemyslovna ∞ 1334 Beatrix Bourbonská
- Marie (1305 – 21. či 26. března 1324), francouzská královna ∞ 1322 Karel IV. Francouzský
- Beatrix (1305 – 11. listopadu 1319), uherská a chorvatská královna ∞ 1318 Karel I. Robert